# Boris Cmiljanić
Boris Cmiljanić (Podgorica, 17 de marzo de 1996) es un futbolista montenegrino que juega como delantero en el ACS Sepsi OSK Sfântu Gheorghe de la Liga II.

## Trayectoria
El delantero centro se formó en el FK Budućnost Podgorica de su ciudad natal. Con 17 años firmó con el PSV Eindhoven.
Desde 2014 a 2016, disputó la Segunda División de la liga neerlandesa con el filial del PSV.
En 2016, la SD Huesca se va a hacer con los servicios de Boris de cara a la temporada 2016-17. Llegaría en propiedad, firmando un contrato hasta el 30 de junio de 2019. 
En enero de 2017, el delantero internacional sub-21 por Montenegro, quien participó en la primera vuelta en 8 encuentros de Segunda División A con el Huesca (ninguno como titular), abandona la entidad aragonesa para incorporarse a préstamo al Atlético Levante hasta el final del curso 2016/17.

## Internacional
Fue internacional sub-21 con la selección de fútbol de Montenegro.

## Clubes
| Club                              | País                 | Año       |
| --------------------------------- | -------------------- | --------- |
| F. K. Budućnost Podgorica         | Montenegro           | 2012-2014 |
| Jong PSV                          | Países Bajos         | 2014-2016 |
| S. D. Huesca                      | España               | 2016-2017 |
| Atlético Levante U. D. (cedido)   | España               | 2017      |
| Š. K. Slovan Bratislava           | Eslovaquia           | 2018-2021 |
| F. C. Admira Wacker (cedido)      | Austria              | 2019-2020 |
| F. C. ViOn Zlaté Moravce (cedido) | Eslovaquia           | 2020      |
| F. K. Sarajevo                    | Bosnia y Herzegovina | 2021-2022 |
| F. K. Dečić                       | Montenegro           | 2022-2023 |
| F. C. Kyzylzhar                   | Kazajistán           | 2023-2024 |
| Karmiotissa F. C.                 | Chipre               | 2024-2025 |
| ACS Sepsi OSK Sfântu Gheorghe     | Rumania              | 2025-     |

## Palmarés

### Títulos nacionales
| Título                       | Club                    | País                 | Año  |
| ---------------------------- | ----------------------- | -------------------- | ---- |
| Superliga de Eslovaquia      | Š. K. Slovan Bratislava | Eslovaquia           | 2019 |
| Copa de Bosnia y Herzegovina | F. K. Sarajevo          | Bosnia y Herzegovina | 2021 |